# Fabien Henri Alasonière
Fabien Henri Alasonière, né le 4 juin 1844 à Amboise et mort à Paris le 10 avril 1914, est un graveur français, spécialisé dans le portrait à la pointe sèche.

## Biographie

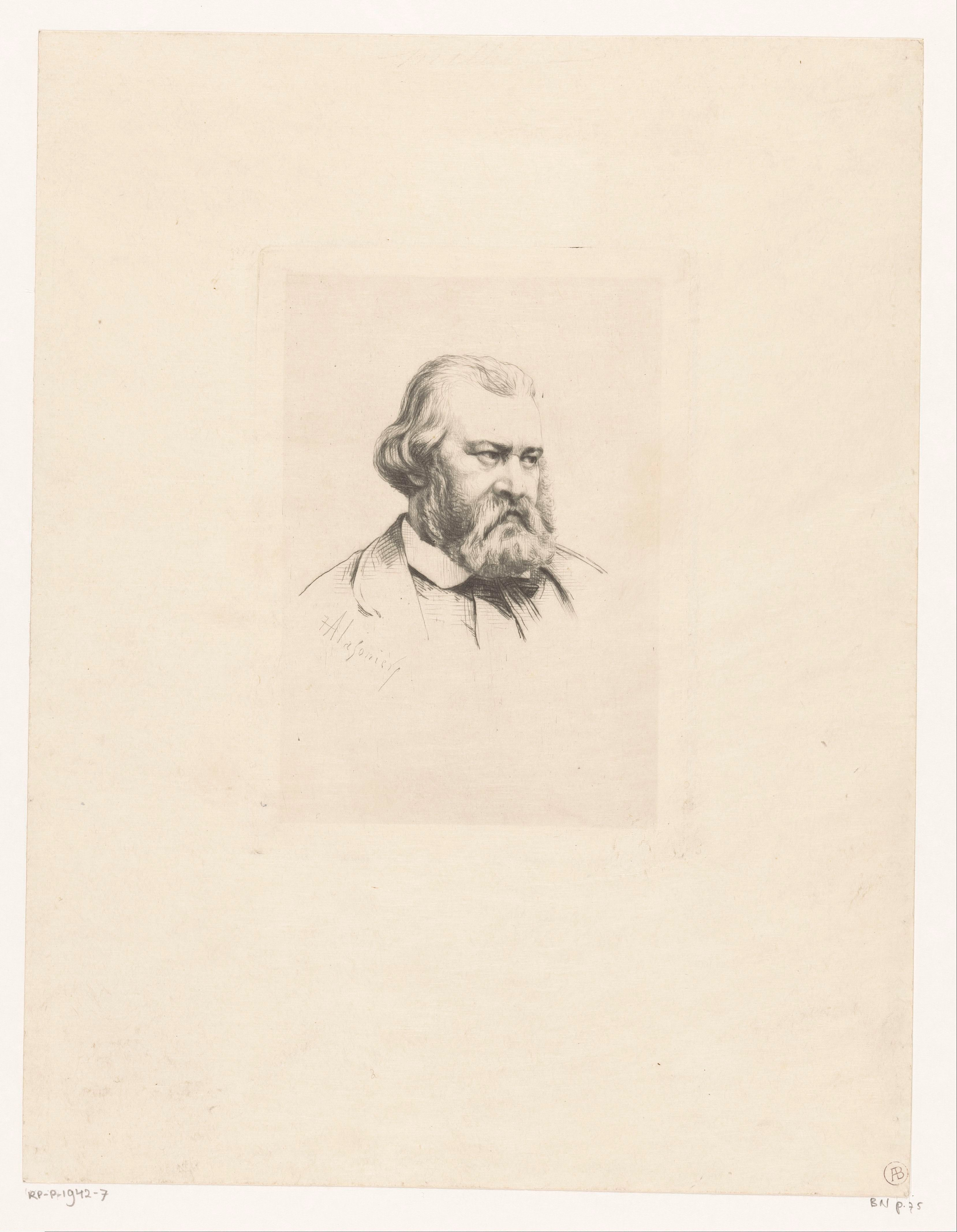
Portrait de J.-F. Millet, pointe sèche, Salon de 1882 (Rijksmuseum).

Fabien Henri Alasonière naît en 1844 à Amboise,.
Il étudie la peinture auprès de Jean-Pierre Laurens et la gravure avec Maxime Lalanne, Charles Courtry et Marcellin Desboutin ; il signale au Salon des artistes français que c'est surtout Lalanne et Desboutin qui l'influencèrent, au moment de sa première exposition en 1881, au cours de laquelle il propose cinq gravures, dont des portraits représentant justement Desboutin, ainsi que le graveur Émile Bellot et le photographe Achille Mélandri. 
Il continue d'exposer au Salon des artistes français très régulièrement jusqu'en 1905, date à laquelle il déclare résider 15 rue de Siam, à Paris, y montrant de nombreuses gravures et portraits, interprétant notamment ses confrères. Il reçoit une médaille de troisième classe en 1897 et devient membre de la Société des artistes français.
En 1882, il illustre d'une pointe sèche le recueil de Gustave Boisson, Sans façon, paru chez Paul Ollendorff.
En 1912, il fait partie des membres du jury de gravure et de lithographie pour le Salon et est nommé officier de l'Instruction publique.
On lui doit La Dame au chien, d'après M. Desboutin, ainsi que de nombreux portraits, dont un, représentant Gustave Courbet.
Il meurt à Paris, au 27 rue Vital, le 10 avril 1914 et est inhumé au cimetière de Passy.

## Conservation
Le musée municipal de La Roche-sur-Yon possède de lui deux dessins originaux, une gravure et son portrait (1881) par Fernand Combes.